# なぎバス

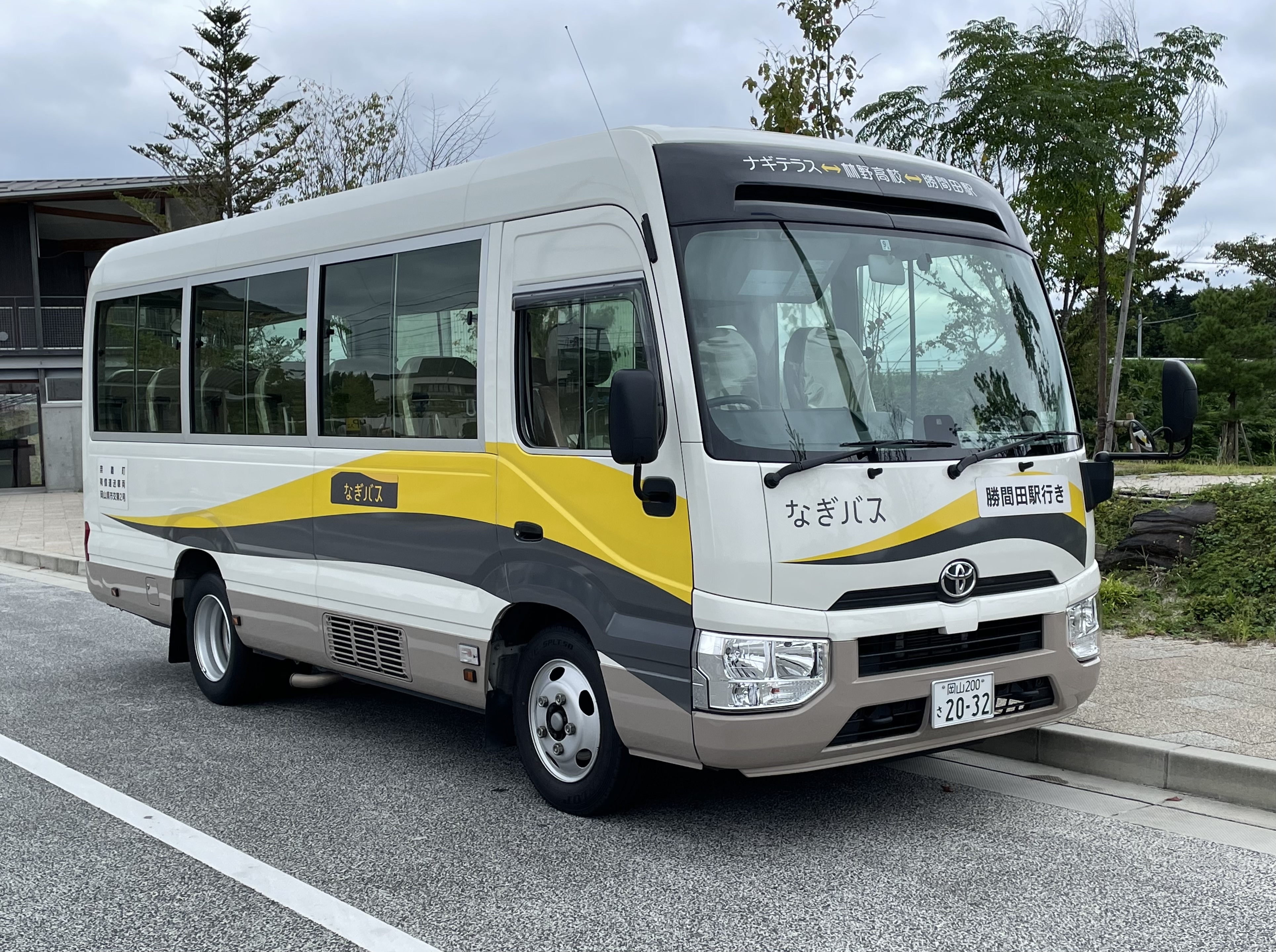
なぎバスの車両

なぎバスは、岡山県勝田郡奈義町で運行しているコミュニティバス。美作市・勝田郡勝央町にも乗り入れている。
豊沢交通の豊沢 - 林野線が2018年3月31日限りで廃止されたことを受け、奈義町では臨時スクールバスを運行していた。そして2019年4月1日から「なぎバス」として運行を開始した。

## 概要
- 奈義町中心部のナギテラス[3] から勝央町中心部の勝間田駅までを、岡山県道51号美作奈義線・国道374号・国道179号経由で結ぶ。
- 運行形態は、道路運送法の規定に基づく自家用自動車（白ナンバー車）による有償運送での運行である。
- 奈義町がビジット奈義に運行を委託している[4]。（運行開始当初はのと香に委託していたが、2021年4月1日に事業者交替した）
- 鉄道路線とは林野駅、勝間田駅（姫新線）で接続している。
- バス路線とはナギテラス（中鉄北部バス）、真加部上（美作共同バス・美作市営バス）、美作IC（中国ハイウェイバス）、林野駅前（宇野バス・赤磐市広域路線バス・美作共同バス・美作市営バス）、勝間田駅（中鉄北部バス・美作共同バス）で接続している。
- 運賃は区間制。全線を乗り通しても500円と、低廉に押さえられている。
  - 奈義町内（ナギテラス - 屯地間）：200円
  - 美作市内（観音堂 - 林野駅前・林野高校間）：300円
  - 上記以外：500円
- 1日4往復（休日は運休）。

## 路線
詳細な運行案内は、#外部リンクのなぎバスを参照のこと。
- ナギテラス → 豊沢 → 屯地 → 観音堂 → 真加部下 → 小畑 → 美作IC → 林野駅前 → 林野高校 → 勝間田高校 → 勝間田駅
  - 林野駅前 → 勝間田駅間は降車のみの扱いとなる。
- 勝間田駅 → 勝間田高校 → 林野駅前 → 林野高校 → 美作IC → 小畑 → 真加部下 → 観音堂 → 屯地 → 豊沢 → ナギテラス
  - 勝間田駅 → 林野高校間は乗車のみの扱いとなる。

## 車両
- トヨタ・コースターで運行されている。